# İbrahim Abdülkadir Meriçboyu
İbrahim Abdülkadir Meriçboyu (oder A. Kadir) (* 1917 in Istanbul; † 1. März 1985 ebenda) war ein türkischer Poet und Übersetzer.

## Leben
Meriçboyu schloss die Mittelschule Eyüp (1933) und die Kuleli Militärschule (1936) ab. Als er 1938 in der letzten Klasse der Militärakademie war, wurde er mit Nazim Hikmet festgenommen, da die Gedichte von Hikmet von der Schuldirektion im persönlichen Schrank von Meriçboyu gefunden worden waren. Hikmet wurde zu einer fünfzehnjährigen und Meriçboyu zu einer zehnmonatigen Haftstrafe verurteilt und aus der Militärakademie entlassen. Er saß mit Nazim Hikmet, durch dessen Gedichte Meriçboyu reichlich beeinflusst wurde, im selben Gefängnis. Nach der Freilassung absolvierte er seinen Wehrdienst als ein rangloser Soldat. 1941 begann er mit einem Jurastudium an der Universität Istanbul.
1943 veröffentlichte er sein erstes Gedichtbuch „Tebliğ“ (Die Mitteilung), das von der Regierung, die praktisch die Nationalsozialisten unterstützte, verboten wurde. Meriçboyu wurde nach Anatolien verbannt und verbrachte seine Verbannungszeit in verschiedenen Städten, wie Muğla, Balıkesir, Konya, Kırşehir und Adana. 1947 kehrte er wieder nach Istanbul zurück und fand dort eine Stelle in einer Keksfabrik. Danach hat er in verschiedenen Verlagen als Lektor und Übersetzer gearbeitet. Ab 1965 veröffentlichte er seine Bücher selbst.
Die Hauptthemen seines ersten Buches, wie Heimatsliebe, Leben der Arbeiterklasse oder Kriegsgegnerschaft, wiederholte er in seinen weiteren Gedichten, die nach der Verbannung in verschiedenen Zeitschriften veröffentlicht wurden. 1955 dichtete er zusammen mit Abdülbaki Gölpınarlı die Gedichte Dschalal ad-Din ar-Rumis und 1958 mit Azra Erhat die Ilias von Homer nach. 1959 veröffentlichte er sein zweites Buch „Hoş Geldin Halil İbrahim“ (Willkommen Halil Ibrahim), das stilistisch dem ersten Buch ähnlich war. Sein drittes Buch „Dört Pencere“ (Vier Fenster) wurde 1962 und sein viertes Buch „Mutlu Olmak Varken“ (Anstatt glücklich zu sein...), das seine gesamten Gedichte umfasste, wurde 1968 veröffentlicht. Gleichzeitig veröffentlichte er die Nachdichtungen der Gedichte von Omar Chayyām (1964), Bertolt Brecht, Paul Éluard (1961, mit Asım Bezirci) und Tevfik Fikret (1967) sowie von Homers Odyssee (1970, mit Azra Erhat). Seine Erinnerungen an seine und Nazim Hikmets Gefangenschaft hat er 1966 in seinem Buch „1938 Harb Okulu Olayı ve Nâzım Hikmet“ (Die Militärakademieaffäre 1938 und Nazim Hikmet) und seine Reiseberichte über die Sowjetunion in „Sovyet Rusya'da On Beş Gün“ (1978, Fünfzehn Tage in Sowjetrussland) gesammelt. Zwischen 1973 und 1980 hat er eine dreibändige Anthologie (Dünya Halk ve Demokrasi Şiirleri - Volks- und Demokratiegedichte der Welt) vorbereitet, die aus den Nachdichtungen der Gedichte von Dichtern der Dritten Welt besteht.
Er starb 1985 in Istanbul.

## Liste seiner Bücher

### Gedichte
- (1959) Hoşgeldin Halil İbrahim. Istanbul.
- (1962) Dört Pencere. Istanbul.
- (1968) Mutlu Olmak Varken. Istanbul.

### Memoiren
- (1966) 1938 Harp Okulu Olayı ve Nazım Hikmet. Istanbul.
- (1978) Sovyet Rusya'da On Beş Gün. Istanbul.

### Nachdichtungen
- Mevlana (1955) Bugünün Diliyle Mevlana. Istanbul. (Mit Abdülbaki Gölpınarlı)
- Homeros (1958) Ilyada. Ankara: Türkiye İş Bankası. (Mit Azra Erhat)
- Paul Eluard (1960) Asıl Adalet. Istanbul.
- Paul Eluard (1961) Seçme Şiirler. Istanbul. (Mit Asım Bezirci)
- Ömer Hayyam (1964) Bugünün Diliyle Hayyam. Istanbul.
- Tevfik Fikret (1965) Eski Çağlar Tarihi. Istanbul.
- Tevfik Fikret (1967) Bugünün Diliyle Tevfik Fikret. Istanbul.
- Homeros (1970) Odysseia. Istanbul: Sander. (Mit Azra Erhat)
- Anthologie (1973) Vietnam Şiiri. Istanbul. (Mit Afşar Timuçin)
- Anthologie (1975) Portekiz Sömürgeleri Şiiri. Istanbul (Mit Afşar Timuçin)
- Bertolt Brecht (1979) Makinelerin Türküsü. Istanbul: Ağaoğlu. (Mit Bülent Fındıklı)
- Bertolt Brecht (1978) Halkın Ekmeği. Istanbul. (Mit Asım Bezirci)
- Bertolt Brecht (1980) Karanlık Zamanlar. Istanbul: Sanat Emeği. (Mit Bülent Fındıklı)
- Anthologie (1983) Filistin Şiiri. Istanbul: Yazko. (Mit Afşar Timuçin und Süleyman Salam)